# Mosman Park
Mosman Park är en förort till Perth i Australien. Den ligger i självstyresområdet Town of Mosman Park och i delstaten Western Australia, omkring 12 kilometer sydväst om centrala Perth. Antalet invånare var 8 757 vid folkräkningen 2016.